# 開運★おやまくま
開運★おやまくま（かいうんおやまくま）は栃木県小山市のマスコットキャラクター（おやまブランド公認キャラクター）である。誕生日は2011年5月15日（ゴー！いちごの日）。

## 特徴
おやまくまは顔が漢字で「小山」となっており、顔だけで小山市をPRしている。
仲間にレディおやまくま、おやまむし、おやまうしなどがおり、おやまこあら（豪・ケアンズ市）など姉妹都市提携をしている都市にちなんだキャラクターも存在する。
小山市役所の封筒など市の公的機関での採用もされており、市の広報誌である「広報おやま」にも多数掲載されている。
市内羽川にある羽川ふれあい公園と市内城山町の城山・サクラ・コモン公園、雨ヶ谷地内のケーズデンキ小山店脇の公園などには、おやまくまの遊具も設置されている。また市内各所の小売店（道の駅、スーパー、コンビニ、書店、レンタル店）などでもキャラクター関連商品が販売されている。
また、2014年9月には市内のイトーヨーカドー小山店において、限定2,000枚でおやまくまがデザインされたご当地nanacoが発売されている。
ゆるキャラグランプリ2012では865キャラ中84位（栃木県内では4位）であった。
ネットのグッズ販売の購入者で一番多いのは東京であるという。
ゆるキャラグランプリ2013では総合44位と順位を上げている。

ゆるキャラグランプリ2014以降は、エントリーをしていない。

## メディア出演

### テレビ
- テレビ小山放送（TVO）
  - ハピネス30！（おやまくまといっしょ）
- テレビ東京
  - 大人の極上ゆるり旅（2012.9.27）
- NHK
  - 双方向クイズ天下統一（2013.8.3）
- フジテレビ
  - 超潜入!リアルスコープハイパー（2014.11.29）
- STV
  - ブギウギ専務（2019.11.10）

### 雑誌
- ホットペッパー宇都宮版（2013.5月号）
  - ぐるめれぽーとできるもん
- 小山地域みっちゃく生活情報雑誌

月刊おりっぷ